# 塔裡的女人
《塔裡的女人》是卜宁（筆名「無名氏」）的中篇小说，1945年在重庆出版。故事中，作者以第一人稱去講述覺空留下的愛情故事。現實中，覺空的藍本取材自無名氏的朋友周善同，他和瞿儂之間的故事。1967年由李翰祥策劃改編為電影，林福地當執行導演，楊群、汪玲主演。1990年，中国电视公司播出改编的八點檔连续剧，宋岡陵、爾冬陞、崔浩然、樊日行、姜育恆主演。
中視經典戲劇頻道於2023年7月24日晚間6點上架《塔裡的女人》完整版。

## 劇情
潇洒倜傥、身价百万的著名提琴演奏家罗圣提与高傲、清纯、出身高贵的美丽红衣少女“校花”黎薇，他们偶然相遇、误解冷漠到相识成为师生、成为朋友，又陷入爱河，从热爱到狂恋，充满着浪漫情怀、纯情绚丽的爱情历经了六年。
六年后，残酷现实终显真身──罗圣提是早有家室的人。一阵痛苦之后，罗圣提将黎薇介绍给另一个男人方某，绝望之中的黎薇有些自暴自弃地接受了这样的安排。可是，军阀出身的方某在获得黎薇的美色之后，抛弃了黎薇。多年以后，离婚后的罗圣提决定去寻找自己的“真爱”黎薇；而昔日光艳照人、气质高雅的黎薇，此时已变为神智不清的老太太，容颜已逝，物是人非，非常好笑。

## 外部連結
- 中視經典戲劇頻道  塔裡的女人完整版 （页面存档备份，存于）